# Sportjahr 1859
Liste der Sportjahre

◄ | 1855 | 1856 | 1857 | 1858 | Sportjahr 1859 | 1860 | 1861 | 1862 | 1863 | ► | ►►

Weitere Ereignisse

## Ereignisse

### Die Olympien
- 15. November: In Athen finden die ersten Olympien statt. Vorbild der vom Kaufmann Evangelos Zappas organisierten Veranstaltung sind die Olympischen Spiele der Antike.

### Australian Football
- 14. Mai: Der Melbourne Football Club wird gegründet.
- 17. Mai: Die Regeln des Australian Football werden von Tom Wills und anderen in Melbourne erstmals schriftlich niedergelegt.
- 15. Juni: Der Castlemaine Football Club wird gegründet.
- 18. Juli: Der Geelong Football Club wird gegründet.

### Bergsteigen
- 18. Juni: Der englische Alpinist Francis Fox Tuckett absolviert mit den Schweizer Bergführern Johann Joseph Bennen, Peter Bohren und V. Tairraz die Erstbesteigung des Aletschhorns in den Berner Alpen.
- 30. Juli: Einer Seilschaft um Charles Joseph Sainte-Claire Deville gelingt die Erstbesteigung des Combin de Grafeneire, des höchsten Gipfels im Grand Combin in den Walliser Alpen.
- 9. September: Melchior Anderegg und Leslie Stephen besteigen als erste das 4.199 m hohe Rimpfischhorn in den Walliser Alpen.

- Eine Gruppe um Leopold Pfaundler von Hadermur besteigt als erste den 2.492 m hohen Hohen Gleirsch im Karwendel in Tirol, außerdem die südliche und mittlere Jägerkarspitze und vermutlich auch das Gleirschtaler Brandjoch.

### Cricket

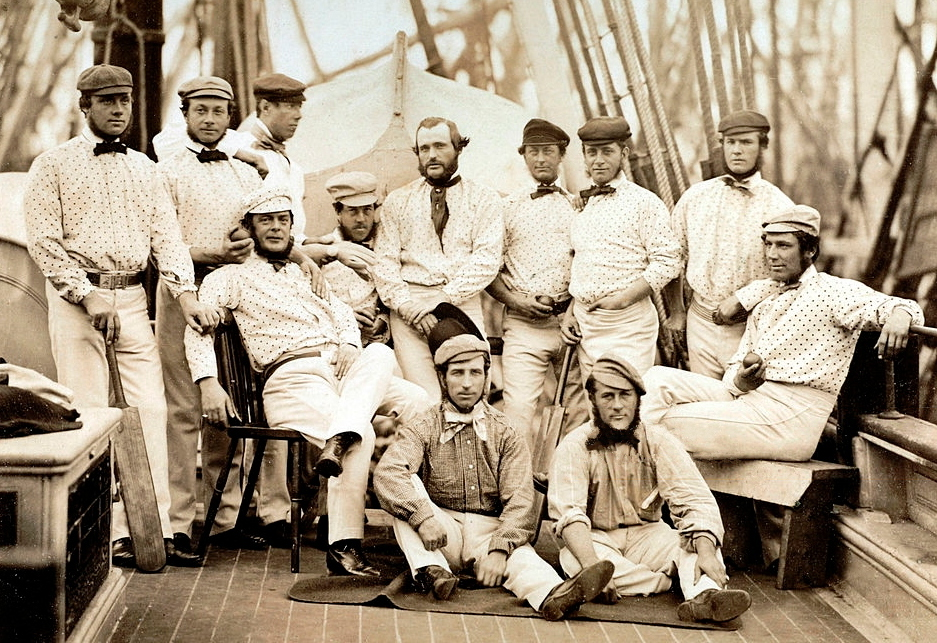
Das englische Team auf dem Weg in die USA

- Das englische Cricket-Team geht auf eine erfolgreiche Tour durch Nordamerika.

### Fußball
- Der englische Fußballverein Forest FC wird gegründet.

### Pferdesport
- "Collingwood" gewinnt das 26. Union-Rennen auf dem Tempelhofer Feld.

### Polo
- Der erste britische Polo-Club wird gegründet.

### Rudern
Oxford gewinnt am 15. April das 16. Boat Race gegen Cambridge in einer Zeit von 24′04″. Das Boot von Cambridge sinkt.

### Schach

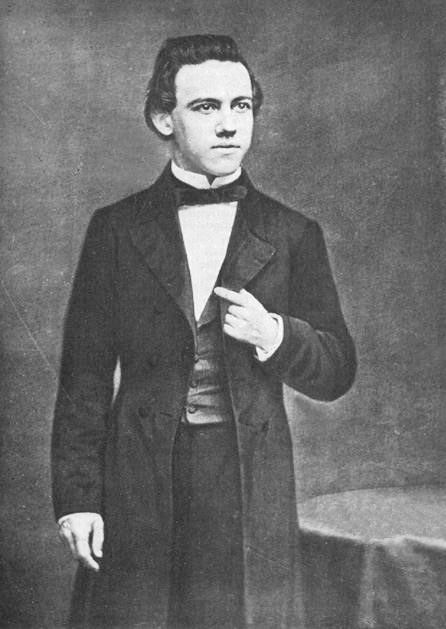
Paul Morphy im Jahr 1859

- Der US-Amerikaner Paul Morphy beendet ungeschlagen seine einjährige Reise durch Europa.

### Turnen
- 20. Juli: Der TV Bremerhaven wird als erster Turnverein der Stadt gegründet.
- 19. November: Der Oldenburger Turnerbund wird gegründet.

- Der Bremer TG wird gegründet.
- Der TSB Heilbronn-Horkheim wird gegründet.

## Geboren
- 02. Januar: Fritz Riemann, deutscher Schachspieler († 1932)
- 29. Januar: Charles Axtell, US-amerikanischer Sportschütze († 1932)
- 30. Januar: James Gorman, US-amerikanischer Sportschütze († 1929)

- 06. Februar: Wilhelm Cohn, deutscher Schachspieler († 1913)

- 21. März: Daria Karađorđević, US-amerikanische Golfspielerin († 1938)

- 07. April: Carl Pauen, deutscher Moderner Fünfkämpfer († 1935)

- 31. Mai: Iossif Schomaker, russischer Segler und Olympiamedaillengewinner († 1931)

- 26. Juni: Maurice Fauré, französischer Sportschütze († 1945)
- 27. Juni: William Anderson, britischer Cricketspieler († 1923)
- 28. Juni: William Henry, britischer Schwimmer und Wasserballspieler († 1928)
- 28. Juni: Charles Jacobus, US-amerikanischer Roque- und Krocketspieler sowie Sportjournalist († 1929)

- 05. August: Axel Fredrik Londen, finnischer Sportschütze († 1928)
- 28. August: Matilda Howell, US-amerikanische Bogenschützin († 1939)

- 25. September: August Gödrich, deutscher Sportler († 1942)

- 03. Oktober: Paul Perquer, französischer Segler († unbekannt)
- 16. Oktober: Karl Blodig, österreichischer Bergsteiger, Augenarzt und Publizist († 1956)

- 22. Dezember: David Dunlop, britischer Segler († 1931)

- Georgios Orfanidis, griechischer Sportschütze († 1942)
- Spyridon Stais, griechischer Sportschütze († 1932)
- John Wells, US-amerikanischer Ruderer († 1929)

## Gestorben
- 1. September: Allan Robertson, schottischer Golfspieler (* 1815)